# Nasim Pedrad
Nasim Pedrad (ur. 18 listopada 1981 w Teheranie) – irańsko-amerykańska aktorka i komiczka.

## Kariera
W latach 2009–2014 występowała w programie Saturday Night Live, parodiując m.in. Ariannę Huffington i Barbarę Walters. W tym okresie miała też m.in. role głosowe w filmach animowanych Lorax i Minionki rozrabiają. Odeszła z SNL, by grać w serialu Mulaney, który jednak nie odniósł sukcesu i został zakończony po 13 odc.

## Filmografia

### Filmy
| Rok  | Tytuł               | Rola              | Uwagi       |
| ---- | ------------------- | ----------------- | ----------- |
| 2005 | The 73 Virgins      | Zahra             | krótkometr. |
| 2008 | A Thousand Words    | The Photographer  | krótkometr. |
| 2011 | Sex story           | Writer            |             |
| 2012 | Dyktator            | hostessa          |             |
| 2012 | Lorax               | Isabella Once-ler | głos        |
| 2013 | Minionki rozrabiają | Jillian           | głos        |
| 2014 | Cooties             | Rebekkah          |             |
| 2019 | Korpoludki          | Suzy              |             |
| 2019 | Aladyn              | Dalia             |             |
| 2020 | Desperados          | Wesley            |             |

### Telewizja
| Rok     | Tytuł                             | Rola                 | Uwagi                   |
| ------- | --------------------------------- | -------------------- | ----------------------- |
| 2006    | Kochane kłopoty                   | kelnerka             | 1 odcinek               |
| 2007    | The Winner                        | kelnerka             | 1 odc.                  |
| 2007–09 | Ostry dyżur                       | Suri                 | 9 odc.                  |
| 2009    | It's Always Sunny in Philadelphia | Lucy                 | 1 odc.                  |
| 2011    | Allen Gregory                     | Val, Brinique (głos) | 7 odc.                  |
| 2013    | The Awesomes                      | różne głosy          | 5 odc.                  |
| 2014–15 | TripTank                          | różne głosy          | 9 odc.                  |
| 2014–15 | Mulaney                           | Jane Parvana         | w gł. obsadzie; 13 odc. |
| 2015–18 | Jess i chłopaki                   | Aly Nelson           | 28 odc.                 |
| 2015    | Królowe krzyku                    | Gigi Caldwell        | 10 odc.                 |
| 2016    | Świat według Mindy                | dr Yasmin Maloof     | 1 odc.                  |
| 2017    | Cudzoziemianie                    | agentka Alex Foster  | 10 odc.                 |
| 2017    | Big Mouth                         | Fatima (głos)        | 1 odc.                  |
| 2017    | Pohamuj entuzjazm                 | Numa                 | 1 odc.                  |
| 2018    | Brooklyn 9-9                      | Kate Peralta         | 1 odc.                  |
| 2018    | No Activity                       |                      | 1 odc.                  |
| 2021    | Chad                              | Chad                 | gł. rola                |